# مارينيكا تيبيتش
مارينيكا تيبيتش (من مواليد 8 أغسطس 1974) سياسية صربية. وهي نائبة رئيس حزب الحرية والعدالة وشخصية بارزة في معارضة الرئيس الصربي ألكسندر فوتشيتش.
شغلت تيبيتش منصب وزيرة الرياضة والشباب في حكومة فويفودينا من 2012 إلى 2016 وعضوًا في الجمعية الوطنية لصربيا من 2016 إلى 2020. قبل الانضمام إلى حزب الحرية والعدالة في تشكيلها في عام 2019 كانت في أوقات مختلفة عضوًا في رابطة الديمقراطيين الاجتماعيين في فويفودينا والحزب الجديد. أعيد انتخابها لعضوية الجمعية الوطنية في الانتخابات البرلمانية لعام 2022 كحامل القائمة لتحالف أحزاب المعارضة متحدون من أجل نصر صربيا.

## السياسة

### حزب الحرية والعدالة
في 19 أبريل 2019 تم اختيار تيبيتش نائبًا لرئيس حزب الحرية والعدالة المشكل حديثًا. مثل العديد من أحزاب المعارضة الأخرى، بدأ الحزب الاشتراكي سياسة عدم المشاركة مع مؤسسات الدولة بما في ذلك الجمعية الوطنية في عام 2019 وقاطع في نهاية المطاف الانتخابات البرلمانية لعام 2020.
منذ انضمامها إلى الحزب برزت تيبيتش كواحدة من أبرز منتقدي رئاسة ألكسندر فوتشيتش والإدارة الصربية التي تقودها شبكات التواصل الاجتماعي. وقد اتهمت النظام بالتورط مع جماعات الجريمة المنظمة، متهمة الحكومة أنشأت عشيرة بيليفوك سيئة السمعة قبل أن تنقلب ضدها فيما بعد. في أبريل 2021 اتهمت دراجان ماركوفيتش زعيم حزب صربيا المتحدة وحليف للإدارة بتنظيم بغاء النساء والفتيات بعضهن قاصرات في ملهى ليلي بارز في مجتمعه المحلي في جاجودينا. كما اتهمت النظام بحماية ماركوفيتش من الملاحقة القضائية. بدأ التحقيق بعد وقت قصير من توجيه تيبيتش لاتهاماتها لأول مرة. ورد ماركوفيتش أن الاتهامات الموجهة إليه كانت «أكاذيب» ورفعت دعوى قضائية ضد تيبيتش في أوائل عام 2022، ولا تزال المسألة دون حل.
أنهت أحزاب المعارضة الصربية مقاطعتها للعملية الانتخابية في عام 2022. ظهرت تيبيتش في موقع الصدارة في قائمة الاتحاد من أجل انتصار صربيا في الانتخابات البرلمانية لعام 2022 وانتُخبت لولاية ثالثة عندما فازت القائمة بثمانية وثلاثين مقعدًا. فازت الموالاة وحلفاؤها بالانتخابات مرة أخرى. في أواخر مايو 2022 أُعلن أن تيبيتش ستقود مجموعة تتألف من الحرية والعدالة وحركة المواطنين الأحرار والحركة من أجل الانعكاس ونقابة «سلوغا» التجارية وبعض الأعضاء المستقلين. وهي الآن عضوة في لجنة مراقبة خدمات الأمن، ونائبة عضو لجنة الدفاع والشؤون الداخلية، ورئيسة وفد صربيا في لجنة الاستقرار والارتباط بين الاتحاد الأوروبي وصربيا.
في 1 يونيو 2022 أعربت تيبيتش عن دعمها لفرض عقوبات على روسيا بسبب الغزو الروسي لأوكرانيا.